# Verbascum tekirovense
Verbascum tekirovense är en flenörtsväxtart som beskrevs av Hub.-mor.. Verbascum tekirovense ingår i släktet kungsljus, och familjen flenörtsväxter. Inga underarter finns listade i Catalogue of Life.